# Aston Villa Football Club 2005-2006
Questa pagina raccoglie le informazioni riguardanti l'Aston Villa Football Club nelle competizioni ufficiali della stagione 2005-2006.

## Stagione
Nella stagione 2005-06, l'ultima con David O'Leary alla guida della squadra, l'Aston Villa si classificò in sedicesima posizione in Premier League. Capocannoniere della stagione fu Milan Baroš con 12 gol in tutte le competizioni.

## Rosa
| N. |                             | Ruolo | Calciatore       |
| -- | --------------------------- | ----- | ---------------- |
| 1  | Danimarca (bandiera)        | P     | Thomas Sørensen  |
| 2  | Galles (bandiera)           | D     | Mark Delaney     |
| 3  | Inghilterra (bandiera)      | D     | Jlloyd Samuel    |
| 4  | Svezia (bandiera)           | D     | Olof Mellberg    |
| 5  | Danimarca (bandiera)        | D     | Martin Laursen   |
| 6  | Inghilterra (bandiera)      | C     | Gareth Barry     |
| 7  | Inghilterra (bandiera)      | C     | Lee Hendrie      |
| 8  | Inghilterra (bandiera)      | C     | Gavin McCann     |
| 9  | Colombia (bandiera)         | A     | Juan Pablo Ángel |
| 10 | Rep. Ceca (bandiera)        | A     | Milan Baroš      |
| 11 | Inghilterra (bandiera)      | C     | James Milner     |
| 12 | Irlanda del Nord (bandiera) | P     | Steven Davis     |
| 13 | Inghilterra (bandiera)      | P     | Stuart Taylor    |

| N. |                             | Ruolo | Calciatore         |
| -- | --------------------------- | ----- | ------------------ |
| 14 | Camerun (bandiera)          | C     | Eric Djemba-Djemba |
| 15 | Ecuador (bandiera)          | D     | Ulises de la Cruz  |
| 16 | Paesi Bassi (bandiera)      | D     | Wilfred Bouma      |
| 17 | Inghilterra (bandiera)      | C     | Pete Whittingham   |
| 18 | Irlanda del Nord (bandiera) | D     | Aaron Hughes       |
| 19 | Inghilterra (bandiera)      | D     | Liam Ridgewell     |
| 20 | Inghilterra (bandiera)      | A     | Kevin Phillips     |
| 21 | Inghilterra (bandiera)      | D     | Gary Cahill        |
| 22 | Inghilterra (bandiera)      | A     | Luke Moore         |
| 23 | Rep. Ceca (bandiera)        | C     | Patrik Berger      |
| 26 | Inghilterra (bandiera)      | C     | Craig Gardner      |
| 30 | Inghilterra (bandiera)      | A     | Gabriel Agbonlahor |